# Goephanomimus vagepictus
Goephanomimus vagepictus är en skalbaggsart som beskrevs av Stefan von Breuning 1957. Goephanomimus vagepictus ingår i släktet Goephanomimus och familjen långhorningar.
Artens utbredningsområde är Madagaskar. Inga underarter finns listade i Catalogue of Life.